# Altlußheim
Altlußheim es un municipio situado en el distrito de Rin-Neckar, en el estado federado de Baden-Wurtemberg (Alemania), con una población a finales de 2016 de unos 5849 habitantes.
Se encuentra ubicado al noroeste del estado, en la región de Karlsruhe, cerca de las ciudades de Heidelberg y Mannheim, del lugar donde confluyen los ríos Neckar y Rin, y de la frontera con los estados de Hesse y Renania-Palatinado.